# Алєксєєвський цвинтар
Алєксє́євський цвинтар (рос. Алексеевское кладбище) — некрополь на північному сході Москви в Ярославському районі Північно-східного адміністративного округу.
Розташоване неподалік від центру Москви, на перетині вулиць Церковна Гірка та Ярославська. Є одним з небагатьох збережених та діючих колишніх парафіяльних цвинтарів Москви. Цвинтар входить до складу ДБУ «Ритуал». На цвинтарі здійснюються родинні поховання, сімейні поховання та поховання урн в землю.

## Історія цвинтаря
Місце, де розташовано цвинтар, відоме з XIV століття під назвою села Копитово. У середині XVII століття було перейменовано в село Алєксєєвське і стало власністю царя Олексія Михайловича.
Через село проходила дорога в Троїце-Сергієву Лавру. В цей же час зведено храм «Святого Олексія».
У 1680 році був заснований старий Алєксєєвський цвинтар. У 1824 році церква була розібрана, а цвинтар прийшов в занепад. Але в селі був ще один храм Тихвінської ікони Божої матері, і селяни стали ховати померлих навколо нього. Так утворився нинішній Алєксєєвський цвинтар. У 1930-х роках цвинтар опинився в межах Москви і був включений у список московських цвинтарів 1930 року.
У 1990 році Алєксєєвський цвинтар було збільшено вдвічі.

### Церква Тихвінської ікони Божої Матері

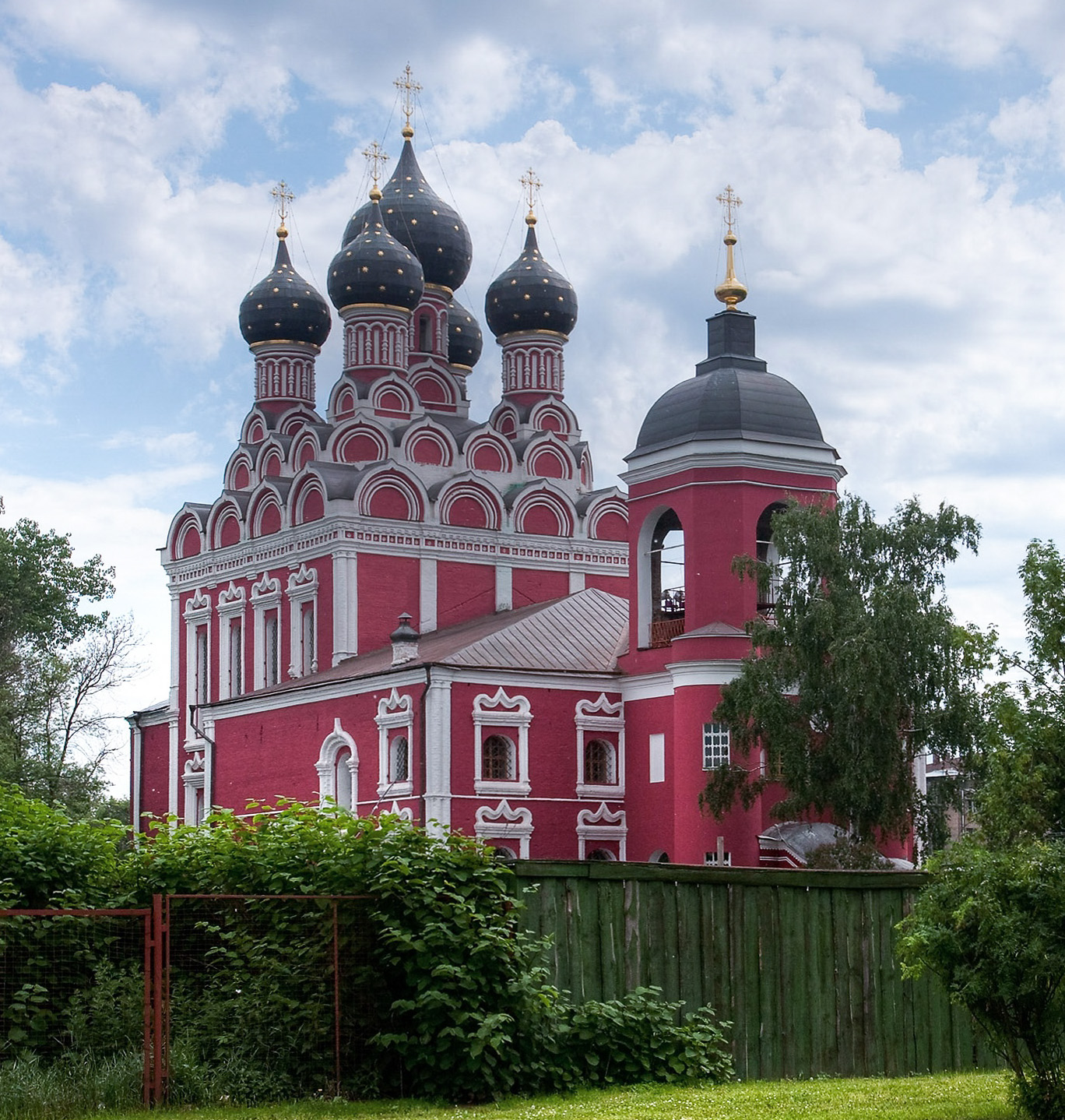
Церква Тихвинської ікони Божої Матері

Церква знаходиться на території цвинтаря. Тихвінська церква була побудована у 1673—1680 роках (за іншими даними, 1676—1682) в складі комплексу одного з подорожніх палаців царя Олексія Михайловича, розташованих на дорозі в Троїце-Сергіїв монастир. У 1680 році, через 4 роки після смерті Олексія Михайловича, відбулося освячення Тихвінської церкви. Дзвіниця при храмі була збудована у 1824 році.
Одна з відмінних особливостей храму — дві невеликі двоповерхові молитовні, влаштовані в західних кутах його інтер'єру. За переказами, в південно-західній молився цар (тут збереглася кругла кахельна піч XVII століття), а в північно-західній — цариця.
У храмі знаходиться бароковий іконостас середини XVIII століття, в трапезній ж іконостаси XIX століття. Настінний живопис виконана у 1836 році. У церкві зберігаються святині:
- Копія Гробу Господнього,
- Ікона «Недреміне око»,
- Ікона «Додавання розуму»,
- Копія Тихвінської ікони Божої Матері — дар царя Федора Олексійовича.

## Поховання
На одному старому надгробків на цвинтарі написано: «Ніжинський грек Баффа Дмитро Миколайович. Помер 16 червня 1881 року на 61-му році життя». Баффа є прототипом відомого персонажу п'єси «Весілля» Антона Чехова — Харлампія Спиридоновича Димби.
На Алєксєєвському цвинтарі знаходиться одна з найшанованіших православними віруючими могил в Москві — ієросхимонаха Інокентія (Орєшкіна) (1870-1949).
- Ардашніков Наум Михайлович — радянський та російський кінооператор і кінорежисер. Заслужений діяч мистецтв РРФСР (1974).
- Гончаров Віктор Михайлович — радянський та російський поет, письменник, художник, колекціонер.
- Граве Олександр Костянтинович — радянський та російський актор театру і кіно, педагог. Народний артист РРФСР (1971).
- Єрмолінський Сергій Олександрович — радянський російський журналіст, кіносценарист, літератор, драматург.
- Кондаков Василь Якович — радянський офіцер, учасник Радянсько-німецької війни, Герой Радянського Союзу (17.10.1943).
- Корсаков Сергій Сергійович — російський психіатр.
- Перцов Петро Петрович — російський поет, прозаїк, публіцист, видавець, мистецтвознавець, літературознавець, літературний критик, журналіст і мемуарист. Один з ініціаторів символістського руху в російській літературі.
- Коржев Гелій Михайлович — радянський та російський художник, автор станкових картин, пейзажів, натюрмортів. Малював оголену натуру, іноді — портрети.
- Смирнов Павло Петрович — радянський та російський історик. Лауреат Сталінської премії (1943).
- Суховерко Рогволд Васильович — радянський та російський актор театру та кіно.
- Толмачова Тетяна Олександрівна — радянська фігуристка, тренер, основоположник радянської школи фігурного катання. Заслужений майстер спорту СРСР.